# TuneCore
TuneCore는 2005년에 설립된 뉴욕 브루클린에 기반을 둔 인디 음악 배포 기업이다. TuneCore는 주로 음악가 및 기타 권리 보유자에게 아이튠즈, Deezer, 스포티파이, 아마존 뮤직, 구글 플레이, 타이달과 같은 온라인 음악 서비스를 통해 음악을 배포 및 판매하거나 스트리밍할 수 있는 기회를 제공한다. TuneCore는 또한 작곡가가 음악을 등록하고 저작권료를 징수할 수 있도록 음악 발매, 관리 서비스를 제공한다.
이 회사는 오스틴, 버뱅크, 보스턴, 내슈빌, 애틀랜타, 호주, 독일, 프랑스및 영국에서 운영된다.